# Georges Rogy
Georges Rogy, né le 26 novembre 1897 à Etterbeek où il est mort le 31 août 1981, est un peintre belge.

## Biographie
Georges Rogy naît le 26 novembre 1897 à Etterbeek.
Il étudie à l'Académie des Beaux-Arts de Bruxelles de 1915 à 1922 avec Émile Fabry, Herman Richir et Constant Montald. À partir de 1925, il devient lui-même professeur à l'École des arts et métiers d'Etterbeek.
Il peint des figures, des nus, des portraits, des natures mortes et des paysages. Son style est résolument figuratif et n'est pas influencé par les mouvements actuels de son époque. Il réalise un panneau décoratif pour le pavillon de la province du Brabant à l'exposition universelle de Bruxelles en 1935 et l'affiche du Grand Cortège historique de Bruxelles en 1930.

## Œuvres
- La confidence interrompue, chez Istas, huile sur toile, 135 x 110 cm[4].

## Expositions
- 1923,1929, Bruxelles, Cercle Artistique et Littéraire
- 1931, Bruxelles, Galerie des artistes français
- mars 1927, avril 1928, Bruxelles, La Petite Galerie
- 1944, 1945, 1948, Bruxelles, Galerie de la Toison d’Or

## Musées et collections publiques
- État belge
- Province du Brabant
- Municipalité d'Etterbeek
- Communauté de Schaerbeek
- Bruxelles, Musée d'Ixelles